# HMS Basilisk (H11)
HMS Basilisk là một tàu khu trục thuộc lớp B được Hải quân Hoàng gia Anh Quốc chế tạo vào năm 1930. Thoạt tiên được phân về Hạm đội Địa Trung Hải, nó được chuyển sang Hạm đội Nhà vào năm 1936, và đã thực hiện hộ tống các đoàn tàu vận tải và tuần tra chống tàu ngầm vào đầu Chiến tranh Thế giới thứ hai trước khi tham gia Chiến dịch Na Uy. Basilisk bị máy bay Đức đánh đắm trong cuộc triệt thoái Dunkirk vào năm 1940.

## Thiết kế và chế tạo
Basilisk có trọng lượng choán nước tiêu chuẩn 1.360 tấn Anh (1.380 t), và lên đến 1.790 tấn Anh (1.820 t) khi đầy tải. Con tàu có chiều dài chung 323 foot (98,5 m), mạn thuyền rộng 32 foot 3 inch (9,8 m) và độ sâu của mớn nước là 12 foot 3 inch (3,7 m). Nó được cung cấp động lực bởi hai turbin hơi nước Brown-Curtis, dẫn động hai trục, tạo ra một công suất tổng cộng 34.000 mã lực càng (25.000 kW) cho phép nó đạt được tốc độ tối đa 35 hải lý trên giờ (65 km/h; 40 mph). Hơi nước cho turbine được cung cấp bởi ba nồi hơi ống nước Admiralty. Basilisk mang theo tối đa 390 tấn Anh (400 t) dầu đốt, đủ cho tầm hoạt động 4.800 hải lý (8.900 km; 5.500 mi) ở tốc độ đường trường 15 hải lý trên giờ (28 km/h; 17 mph). Thành phần thủy thủ đoàn bao gồm 134 sĩ quan và thủy thủ, nhưng tăng lên 142 vào thời chiến.
Con tàu được trang bị bốn khẩu pháo QF 4 in (100 mm) Mk. IX L/45 trên bệ Mk.XIV nòng đơn; và để tự vệ phòng không, Basilisk có hai khẩu QF 2 pounder Mk.II L/39 (40 mm) đặt trên các bệ giữa các ống khói. Nó còn có hai bệ ống phóng ngư lôi bốn nòng bên trên mặt nước sử dụng ngư lôi 21 in (530 mm). Một đường ray thả mìn sâu cùng hai máy phóng dùng để chống tàu ngầm, thoạt tiên mang theo 20 quả mìn sâu, nhưng được tăng lên 35 quả không lâu sau khi chiến tranh bắt đầu. Con tàu được trang bị sonar ASDIC Kiểu 119 để do tìm tàu ngầm bằng phương thức phản hồi âm thanh dưới nước.
Basilisk được đặt hàng vào ngày 4 tháng 3 năm 1929 tại xưởng tàu của hãng John Brown & Company ở Clydebank, Glasgow, trong khuôn khổ Chương trình Chế tạo Hải quân 1928. Nó được đặt lườn vào ngày 19 tháng 8 năm 1929, hạ thủy vào ngày 6 tháng 8 năm 1930 như là chiếc tàu chiến thứ tám của Hải quân Hoàng gia mang cái tên này, và hoàn tất vào ngày 4 tháng 3 năm 1931 với chi phí 220.342 Bảng Anh, không tính đến các thiết bị do Bộ Hải quân Anh cung cấp như pháo, đạn dược và thiết bị liên lạc.

## Lịch sử hoạt động
Sau khi được đưa vào hoạt động, Basilisk được phân về Chi hạm đội Khu trục 4 trực thuộc Hạm đội Địa Trung Hải cho đến năm 1936. Hải đội này được chuyển về Hạm đội Nhà vào tháng 9 năm 1936, và nó trở thành một tàu khu trục khẩn cấp tại Devonport vào tháng 3 năm 1939 và được điều về Chi hạm đội Khu trục 19 khi Chiến tranh Thế giới thứ hai bắt đầu.
Basilisk trải qua hai tháng tiếp theo hộ tống các đoàn tàu vận tải và tuần tra trong eo biển Anh Quốc và tại Bắc Hải. Vào sáng ngày 13 tháng 11, nó cùng với tàu chị em Blanche hộ tống cho tàu rải mìn Adventure tại cửa sông Thames khi chúng lọt vào một bãi mìn do nhiều tàu khu trục Đức rải đêm hôm trước. Cả Adventure và Blanche đều bị trúng mìn; chiếc sau bị mất toàn bộ động lực, rồi bị lật úp đang khi được kéo. Basilisk tiếp tục vai trò hộ tống vận tải và tuần tra cho đến tháng 4 năm 1940, khi Chiến dịch Na Uy bắt đầu. Vào ngày 24 tháng 4, cùng với các tàu khu trục Wren và Hesperus, nó hộ tống cho thiết giáp hạm Resolution đi đến Narvik. Sang đầu tháng 5, nó hộ tống tàu chở binh lính Empress of Australia đến Na Uy. Basilisk đã hỗ trợ cho các cuộc đổ bộ của Đồng Minh lên Bjerkvik vào ngày 12–13 tháng 5 trong khuôn khổ trận Narvik.
Vào ngày 30 tháng 5, con tàu được chuyển từ Bộ chỉ huy Tiếp cận miền Tây sang nhiệm vụ hỗ trợ triệt thoái khỏi Dunkirk. Nó thực hiện hai chuyến đi đến Dover trong những ngày sau đó, triệt thoái tổng cộng 695 người. Basilisk quay trở lại La Panne để nhận thêm binh lính vào sáng ngày 1 tháng 6, và bị máy bay ném bom Đức tấn công ba đợt. Một quả bom đánh trúng trong đợt thứ nhất phát nổ trong phòng nồi hơi số 3, làm thiệt mạng mọi người tại đây và trong phòng động cơ, làm vỡ ống dẫn hơi nước khiến con tàu mất hoàn toàn động lực. Các cú ném suýt trúng trong đợt này còn làm bong lườn tàu và sàn bên trên. Ngư lôi và mìn sâu của con tàu được phóng bỏ để giảm bớt trọng lượng, và chiếc tàu đánh cá Pháp Jolie Mascotte tìm cách kéo Basilisk. Một đợt tấn công thứ hai không gây thêm hư hại nào khác, nhưng buộc con tàu Pháp phải cắt bỏ dây kéo. Đợt tấn công thứ ba đánh chìm Basilisk trong vùng nước nông ở tọa độ 51°08′16″B 02°35′6″Đ / 51,13778°B 2,585°Đ. Jolie Mascotte và tàu khu trục Whitehall cứu được tám sĩ quan và 123 thủy thủ trên tàu. Whitehall sau đó phá hủy xác tàu đắm bằng hỏa lực pháo và ngư lôi.